# Our Song
«Our Song» — третій сингл дебютного студійного альбому американської кантрі-поп-співачки Тейлор Свіфт — Taylor Swift. В США сингл вийшов 9 вересня 2007 року. Пісня написана Тейлор Свіфт; спродюсована Нейтаном Чапманом. Музичне відео зрежисоване Треєм Фанджоєм; відеокліп вийшов 14 вересня 2007 року. Сингл отримав чотири платинові сертифікації від американської RIAA та одну платинову сертифікацію від канадської Music Canada.

## Створення пісні
Тейлор Свіфт написала цю пісню в 9 класі школи для шоу талантів і не мала жодних намірів включати пісню до свого дебютного альбому. На своїй сторінці в MySpace Свіфт повідомила, що додала пісню до платівки через її популярність та прохання фанів. Свіфт пізніше повідомила, що пісня створена під натхненням її стосунків з Тімом Леавіттом, з яким вона тоді зустрічалась: «У нас були міцні стосунки, ми добре провели час, але тепер ми просто друзі».

## Музичне відео
Музичне відео зрежисоване Треєм Фанджоєм. Прем'єра музичного відео відбулась 14 вересня 2007 року на каналі CMT. На церемонії нагородження 2008 CMT Music Awards відеокліп був номінований у категорії Video of the Year, проте програв відеокліпу Керрі Андервуд «All-American Girl». 22 листопада 2007 року музичне відео посіло 1 місце на чарті Top Twenty Countdown каналу CMT, де протримався 4 послідовні тижні. До кінця 2007 року відеокліп опустився у позиціях, проте 17 січня 2008 року знову досягнув 1 місця.
Станом на березень 2024 року музичне відео мало 213 мільйонів переглядів на відеохостингу YouTube.

## Список композицій
- Максі CD-сингл для США[3]

1. «Our Song» — 3:22
2. «Our Song» (музичне відео) — 3:33

## Чарти
На тижні від 13 жовтня 2007 року пісня «Our Song» дебютувала на 86 місце американського чарту Billboard Hot 100. Наступного тижня сингл досяг 67-ї позиції. На тижні від 19 січня 2008 року сингл досяг піку на 16 позиції, що стало другим синглом Свіфт, який потрапив у топ-20 цього чарту. Пісня протрималася на чарті Billboard Hot 100 36 тижнів.
Пісня дебютувала на 55 місці чарту Billboard Hot Country Songs, що стало найбільшим дебютним стрибком в кантрі музиці із часів пісні «Just to See You Smile» Тіма Макгро у січні 1998 року. Пізніше пісня «Our Song» досягла першого місця кантрі-чарту, що зробило Свіфт, якій тоді було 18 років, наймолодшою сольною співачкою, яка мала сингл із найвищою позицією на кантрі-чарті. Пісня протрималася у топі протягом 6 послідовних тижнів; це був найдовший період чартування кантрі-пісні із часів «Jesus, Take the Wheel» Керрі Андервуд у січні 2006 року. На сингловому кантрі-чарті пісня протрималася 24 тижні. Сингл також досягнув 18 місця чарту Billboard Pop Songs, де чартувався протягом 15 тижнів.
На канадському чарті сингл дебютував на 91 місці та досягнув піку на 30-му місці на 15 тижні чартування.
Тижневі чарти
| Чарт (2007-08)                   | Місце |
| -------------------------------- | ----- |
| Canada (Canadian Hot 100)        | 30    |
| Canada CHR/Top 40 (Billboard)    | 48    |
| Canada Country (Billboard)       | 1     |
| Italian Singles Chart            | 54    |
| South Korea International Chart  | 104   |
| US Billboard Hot 100             | 16    |
| US Hot Country Songs (Billboard) | 1     |
| US Mainstream Top 40 (Billboard) | 18    |

Річні чарти
| Чарт (2008)                    | Місце |
| ------------------------------ | ----- |
| US Billboard Hot 100           | 41    |
| US Billboard Hot Country Songs | 39    |

## Продажі
| Країна        | Сертифікація (таблиця продажів та сертифікатів) | Продажі    |
| ------------- | ----------------------------------------------- | ---------- |
| Канада (CRIA) | Платина                                         | +80,000    |
| США (RIAA)    | 4× Платина                                      | +3,400,000 |